# Survivor (Parg)
Survivor è un singolo del cantautore armeno Parg, pubblicato il 21 marzo 2025.

## Promozione
Il brano rap rock è stato registrato in inglese ed è stato inviato all'emittente radiotelevisiva armena ARMTV come proposta per il Depi Evratesil, l'evento atto a selezionare il partecipante armeno all'Eurovision Song Contest 2025 a Basilea, in Svizzera.
Il 7 febbraio 2025 Survivor è stato annunciato come uno dei dodici concorrenti alla selezione nazionale, ed è stato presentato al pubblico due giorni dopo sul sito dell'emittente ARMTV. Il successivo 16 febbraio, durante la finale dell'evento, Survivor è risultato il brano col maggior numero di voti ricevuti dal pubblico da casa, nonché la seconda proposta preferita dalla giuria armena ed internazionale, venendo così incoronato vincitore e rappresentante armeno sul palco eurovisivo a Basilea. La versione eurovisiva del brano, che presenta una versione rielaborata della base strumentale, è stata pubblicata il 21 marzo 2025.

## Tracce
Testi e musiche di Alex Wilke, Armen Paul, Benjamin "Benji" Alasu, Eva Voskanian, Jon Ajdini, Joshua Curran, Martin Mooradian, Pargev Vardanyan, Peter Boström e Thomas G:son.
1. Survivor – 2:58

## Classifiche
| Classifica (2025) | Posizione massima |
| ----------------- | ----------------- |
| Lituania          | 60                |